# Retrato de Adele Bloch-Bauer I
El Retrato de Adele Bloch-Bauer I, también conocida como La dama dorada o La dama de oro (en inglés: The woman in gold), es una pintura de Gustav Klimt completada en 1907. De acuerdo con informes periodísticos, fue vendida en 135 millones de dólares a Ronald Lauder, propietario de la Neue Galerie en Nueva York, en junio de 2006, lo que lo convirtió en ese momento en la segunda pintura de mayor valor de todo el mundo. La obra se exhibe en la mencionada galería desde julio de 2006.

## Historia
A Gustav Klimt le llevó tres años completar este retrato, que mide 138 x 138 cm y está hecho con óleo y oro sobre tela, con una ornamentación elaborada y compleja, tal como se ve en los trabajos del Jugendstil. Klimt fue miembro de la Secesión vienesa, un grupo de artistas que rompieron con la forma tradicional de pintar. La obra fue realizada en Viena, encargada por 
Ferdinand Bloch-Bauer.
Como adinerado industrial que hizo su fortuna en la industria azucarera, apoyó las artes, favoreció y promovió la labor de Klimt. Adele Bloch-Bauer se convirtió en la única modelo pintada en dos ocasiones por Klimt cuando completó un segundo cuadro, Retrato de Adele Bloch-Bauer II, en 1912. Adele indicó en su testamento que los cuadros de Klimt deberían donarse a la Galería del Estado de Austria. En 1925 Adele murió de meningitis, y cuando los nazis ocuparon Austria, su viudo se exilió en Suiza. Todas sus propiedades fueron confiscadas, incluida la colección Klimt. En su testamento de 1945, Bauer-Bloch designa a sus sobrinos/as, incluyendo a Maria Altmann, como herederos de su patrimonio.
Como las pinturas propiedad de Bloch-Bauer permanecieron en Austria, el gobierno se inclinó por el testamento de Adele. Luego de una batalla legal en Estados Unidos y en Austria, se determinó que Maria Altmann era la propietaria legal de esta y otras cuatro pinturas de Klimt.
La decisión fue aceptada en Austria con resignación. Después de que los cuadros fueran enviados a Estados Unidos, estuvieron en exhibición en Los Ángeles hasta que el Retrato de Adele Bloch-Bauer I fue vendido a Lauder.
La pintura ha pasado a ser la pieza central de la colección de Lauder en su Neue Galerie de Nueva York, que durante años ha intentado recuperar el arte propiedad de la comunidad judía, la mayoría de Alemania y Austria, confiscada o robada por el gobierno nazi. Lauder trabajó con este objetivo mientras fue embajador de Estados Unidos en Austria, miembro de la World Jewish Restitution Organization y de la comisión designada por Bill Clinton para examinar casos de robos nazi. Es significativo el comentario de Lauder al recuperar el Retrato de Adele Bloch-Bauer I: «Esta es nuestra Mona Lisa...».
En el año 2015 se realizó una película de la BBC con Helen Mirren y Ryan Reynolds llamada Woman in Gold, dirigida por Simon Curtis, con guion de Alexi Kaye Campbell y música compuesta por Hans Zimmer y Martin Phipps, que relata precisamente la restitución de esta obra, en 1879 se creó otra obra no publicada que se llamaba soha  y lucia en honor a Matas ronald su primo